# Décembre 1825
Cette page présente les faits marquants du mois de décembre 1825.

## Événements
- 1er décembre : avènement de Nicolas Ier de Russie (fin en 1855).

- 14 décembre : révolte des Décembristes, groupe de jeunes officiers et aristocrates russes, qui tentent de soulever la garnison de Saint-Pétersbourg au moment de la mort d'Alexandre Ier. La conjuration rassemble des officiers supérieurs partisans d’un régime constitutionnel. Elle échoue par un manque de coordination.

- 29 décembre : Simón Bolívar Palacios abandonne la présidence de la Bolivie, qu'il laisse à son lieutenant Antonio José de Sucre Alcala.

## Naissances
- 26 décembre : Felix Hoppe-Seyler (mort en 1895), chimiste et physiologiste allemand.

## Décès
- 1er décembre : Alexandre Ier, empereur de Russie, à Taganrog. Vacance du pouvoir.
- 29 décembre : Jacques-Louis David, peintre français (° 30 août 1748).